# Keratella reducta
Keratella reducta is een raderdiertjessoort uit de familie Brachionidae. De wetenschappelijke naam van deze soort is voor het eerst geldig gepubliceerd in 1929 door Huber-Pestalozzi.